# روخيليو رويدا سانشيز
روخيليو رويدا سانشيز (بالإسبانية: Rogelio Rueda Sánchez)‏ هو محامي وسياسي مكسيكي، ولد في 17 ديسمبر 1964 في ولاية كوليما في المكسيك. حزبياً، نشط في الحزب الثوري المؤسساتي. وقد انتخب عضو مجلس الشيوخ من المكسيك وانتخب عضو مجلس النواب المكسيك.